# العلاقات البلغارية السنغافورية
العلاقات البلغارية السنغافورية هي العلاقات الثنائية التي تجمع بين بلغاريا وسنغافورة.

## مقارنة بين البلدين
هذه مقارنة عامة ومرجعية للدولتين:
| وجه المقارنة                                              | بلغاريا                                                                             | سنغافورة                                                             |
| --------------------------------------------------------- | ----------------------------------------------------------------------------------- | -------------------------------------------------------------------- |
| المساحة (كم2)                                             | 110.99 ألف                                                                          | 719                                                                  |
| عدد السكان (نسمة)                                         | 7.08 مليون                                                                          | 5.89 مليون                                                           |
| الكثافة السكانية (ن./كم²)                                 | 63.79                                                                               | 819.19 ألف                                                           |
| العاصمة                                                   | صوفيا                                                                               | سنغافورة                                                             |
| اللغة الرسمية                                             | اللغة البلغارية                                                                     | لغة إنجليزية، اللغة الملايو، اللغة الصينية القياسية، اللغة التاميلية |
| العملة                                                    | ليف بلغاري                                                                          | دولار سنغافوري                                                       |
| الناتج المحلي الإجمالي (بليون دولار)                      | 56.83 مليار                                                                         | 323.91 مليار                                                         |
| الناتج المحلي الإجمالي (تعادل القوة الشرائية) بليون دولار | 130.99 مليار                                                                        | 472.59 مليار                                                         |
| الناتج المحلي الإجمالي الاسمي للفرد دولار أمريكي          | 8.03 ألف                                                                            | 52.89 ألف                                                            |
| الناتج المحلي الإجمالي للفرد دولار أمريكي                 | 17.21 ألف                                                                           | 82.76 ألف                                                            |
| مؤشر التنمية البشرية                                      | 0.782                                                                               | 0.925                                                                |
| رمز المكالمات الدولي                                      | +359                                                                                | +65                                                                  |
| رمز الإنترنت                                              | .bg، .бг ‏                                                                           | .sg                                                                  |
| المنطقة الزمنية                                           | ت ع م+02:00، ت ع م+03:00، أوروبا/صوفيا ‏، توقيت شرق أوروبا، توقيت شرق أوروبا الصيفي ‏ | ت ع م+08:00، توقيت سنغافورة المنسق ‏                                  |

## منظمات دولية مشتركة
يشترك البلدان في عضوية مجموعة من المنظمات الدولية، منها:
| علم المنظمة | اسم المنظمة                               | تاريخ انضمام بلغاريا | تاريخ انضمام سنغافورة |
| ----------- | ----------------------------------------- | -------------------- | --------------------- |
|             | يونسكو                                    | 17 مايو 1956         | 8 أكتوبر 2007         |
|             | وكالة ضمان الاستثمار متعدد الأطراف        | 23 سبتمبر 1992       | 24 فبراير 1998        |
|             | الأمم المتحدة                             | 14 ديسمبر 1955       | 21 سبتمبر 1965        |
|             | الاتحاد البريدي العالمي                   | ?                    | ?                     |
|             | البنك الدولي للإنشاء والتعمير             | 25 سبتمبر 1990       | 3 أغسطس 1966          |
|             | الاتحاد الدولي للاتصالات                  | 18 سبتمبر 1880       | 22 أكتوبر 1965        |
|             | منظمة حظر الأسلحة الكيميائية              | ?                    | ?                     |
|             | مؤسسة التمويل الدولية                     | 22 يوليو 1991        | 4 سبتمبر 1968         |
|             | المركز الدولي لتسوية المنازعات الاستشارية | 13 مايو 2001         | 13 نوفمبر 1968        |
|             | منظمة التجارة العالمية                    | 1 ديسمبر 1996        | ?                     |
|             | منظمة الشرطة الجنائية الدولية             | ?                    | ?                     |

## وصلات خارجية
- موقع وزارة الخارجية البلغارية
- موقع وزارة الخارجية السنغافورية